# Ashlee Ankudinoff
Ashlee Ankudinoff, née le 20 août 1990 à Sydney, est un coureur cycliste australienne. Spécialiste de la poursuite sur piste, elle est championne du monde de poursuite individuelle en 2019, de poursuite par équipes en 2010 à Copenhague avec Josephine Tomic et Sarah Kent, en 2015 à Saint-Quentin-en-Yvelines avec Annette Edmondson, Amy Cure et Melissa Hoskins et en 2019 avec Annette Edmondson, Amy Cure, Georgia Baker et Alexandra Manly.

## Palmarès

### Jeux olympiques
- Rio 2016
  - 5e de la poursuite par équipes
- Tokyo 2020
  - 5e de la poursuite par équipes

### Championnats du monde
| Édition / Épreuve              | Poursuite par équipes | Poursuite individuelle | Scratch |
| Le Cap 2008 (juniors)          | Or                    | Or                     |         |
| Pruszkow 2009                  | Bronze                |                        |         |
| Ballerup 2010                  | Or                    |                        |         |
| Melbourne 2012                 |                       | Bronze                 |         |
| Cali 2014                      |                       |                        | 19e     |
| Saint-Quentin-en-Yvelines 2015 | Or                    |                        |         |
| Londres 2016                   | 5e                    |                        |         |
| Hong Kong 2017                 | Argent                | Argent                 |         |
| Pruszków 2019                  | Or                    | Or                     |         |

### Coupe du monde
- 2008-2009
  - 2e de la poursuite par équipes à Melbourne
- 2009-2010
  - 1re de la poursuite par équipes à Pékin
  - 3e de la poursuite par équipes à Melbourne
- 2010-2011
  - 3e de la poursuite par équipes à Pékin
- 2012-2013
  - 2e de la poursuite par équipes à Glasgow
  - 2e de l'omnium à Glasgow
- 2014-2015
  - 2e de la poursuite par équipes à Londres
- 2015-2016
  - 1re de la poursuite par équipes à Cali (avec Georgia Baker, Amy Cure et Isabella King)
- 2016-2017 
  - 1re de la poursuite par équipes à Cali (avec Alexandra Manly, Amy Cure et Rebecca Wiasak)
  - 2e de la poursuite à Los Angeles
- 2018-2019
  - 1re du scratch à Saint-Quentin-en-Yvelines
  - 1re de la poursuite par équipes à Saint-Quentin-en-Yvelines (avec Kristina Clonan, Georgia Baker et Macey Stewart)
  - 2e de la poursuite par équipes à Berlin
- 2019-2020
  - 1re de la poursuite par équipes à Brisbane (avec Georgia Baker, Annette Edmondson, Maeve Plouffe et Alexandra Manly)
  - 2e de la poursuite par équipes à Cambridge

### Jeux du Commonwealth
| Édition / Épreuve | Poursuite par équipes              |
| Gold Coast 2018   | Or (avec Manly, Edmondson et Cure) |

### Championnats d'Océanie
| Édition / Épreuve | Poursuite individuelle | Poursuite par équipes              | Course aux points | Scratch | Américaine | Omnium |
| 2008              |                        | Or (avec Kent et Tomic)            | Or                |         |            | Or     |
| 2011              |                        | Argent                             |                   | Or      |            | Or     |
| 2012              | Or                     | Or (avec Edmondson et King)        | Or                |         |            |        |
| 2014              |                        | Argent                             |                   | Or      |            |        |
| 2016              | Or                     | Or (avec Cure, Edmondson et Manly) |                   |         | Bronze     |        |
| Adélaïde 2018     |                        | Or                                 | Or                | Or      | Argent     | Bronze |

### Championnats nationaux
- Championne d'Australie de l'omnium en 2010, 2012 et 2017
- Championne d'Australie de poursuite en 2016 et 2018
- Championne d'Australie de course aux points en 2019
- Championne d'Australie de course à l'américaine en 2019 (avec Georgia Baker) et  2021 (avec Alexandra Manly)